# Бисезел
Бисезел (фр. Bissezeele) насеље је и општина у североисточној Француској у региону Север-Па д Кале, у департману Север која припада префектури Денкерк.
По подацима из 2011. године у општини је живело 225 становника, а густина насељености је износила 63,03 становника/km². Општина се простире на површини од 3,57 km². Налази се на средњој надморској висини од 24 метара (максималној 31 m, а минималној 14 m).

## Демографија
| 1962. | 1968. | 1975. | 1982. | 1990. | 1999. | 2011. |
| ----- | ----- | ----- | ----- | ----- | ----- | ----- |
| 180   | 199   | 166   | 161   | 178   | 174   | 225   |